# Franco Serafini
Franco Serafini (Oleggio, 5 marzo 1958) è un cantante, tastierista, compositore, arrangiatore e pianista italiano.
È stato membro dei Panda e degli Everest, ha pubblicato due album come solista ed ha in seguito intrapreso la carriera di produttore di jingles e di autore di colonne sonore per il cinema e la televisione.

## Biografia
Studia pianoforte, organo e composizione al Conservatorio Giuseppe Verdi di Milano.
Discografia
Nel 1977 entra a far parte del gruppo "I Panda" e, nello stesso anno, il singolo "Voglia di morire" guadagna il terzo posto al Festivalbar.
A 19 anni trascorre un periodo a Londra per collaborare con il compositore Vangelis, incontro fondamentale per la sua formazione di polistrumentista-arrangiatore.
Nel 1981 intraprende la carriera solistica. Come cantautore incide due album per la Dischi Ricordi, Serafini - Se ti va così e Più bella di lei. Nel 2010 pubblica l’album FraSi ViVe. 
Come autore scrive canzoni per Mina, Anna Oxa, Heather Parisi, Francesca Alotta e come arrangiatore e tastierista lavora con Zucchero, Fred Bongusto, Fiordaliso, Audio 2.
Dal 1985 è collaboratore fisso di Mina. Tastierista, arrangiatore e autore di molti brani incisi dalla cantante. 
Nel 2009 realizza ed arrangia uno dei brani di punta del disco Facile: "Questa vida loca".
Nell’album, Caramella, realizza e arrangia i brani “Io e te”, “Il povero e il re” e il singolo internazionale, duetto con Seal “You get me”.
Per il film “La Banda dei Babbi Natale”, Mina interpreta quattro canzoni, due delle quali, “Walking the town” e “Il sogno di Giacomo” sono di Serafini, pubblicate nell’album “Piccola Strenna”.
2014: Partecipa alle nuove produzioni discografiche di Mina. Per l'album "Selfie" scrive ed arrangia il brano "Mai visti due" ed arrangia altri 2 brani, "Alla fermata" e "Perdimi".
2018: Nuovo disco di Mina. Per il nuovo album Maeba scrive ed arrangia due canzoni: “Troppe Note”, con la figlia Viola e “Al di là del fiume”, con testo di Giorgio Calabrese. Inoltre arrangia anche il brano “Il tuo arredamento”.
2020 e 2021: Al lavoro, come Autore ed Arrangiatore, di 6 nuovi brani per il nuovo disco di Mina che uscirà nel 2022...è sua la firma dell’arrangiamento di “Buttare l’amore” che Mina ha concesso all’amico Ferzan Ozpetek come sigla delle otto puntate de “Le fate ignoranti” formato fiction in onda dal 13 Aprile su Disney+

## Pubblicità e Multimedialità
Dal 1985 al 1992 compone e realizza centinaia di musiche per la pubblicità televisiva e radiofonica, tra cui “Barilla” e “Panettone Motta” come socio della Casa di Produzione Vetriolo.
Nel 1997, con la moglie Silvana, fonda la società di produzioni musicali Nonlosò. Per DeAgostini Multimedia scrive ed esegue tutte le musiche contenute nelle opere multimediali “Omnia” e molte colonne sonore per documentari.
Realizza alcuni Jingles per “Retequattro”, tutte le musiche identificative del nuovo canale Mediaset “La5” e il sottofondo musicale per il programma di Canale5 “Verissimo”.
Realizza le musiche per video di comunicazione aziendale per la multinazionale “Accenture”.

## Cinema e Televisione
Dal 1999 al 2008 compone e realizza le musiche della Soap Opera "Vivere" e delle fiction di Canale 5 "Sei forte maestro 1 e 2".
Nel 2005, scrive e produce le musiche per il film di Ale e Franz “La terza stella”.
Nel 2008, compone la colonna sonora per la serie televisiva di Raidue "Terapia D'urgenza" (18 puntate da 100 minuti). 
2010 realizza le musiche per il film, record d'incassi, di Aldo, Giovanni e Giacomo “La Banda dei Babbi Natale”. 
2011: Compone e realizza le musiche di “Amnesie”, spettacolo teatrale di Max Pisu.
Nel 2013 compone le colonne sonore di due film: “Un'insolita vendemmia” di Daniele Carnacina e “Universitari” di Federico Moccia. 
2014: Per Polivideo, realizza e produce le musiche per 2 DVD in distribuzione mondiale, dedicati alla Santificazione di "Papa Giovanni XXIII e Papa Giovanni Paolo II".
2015: Per RAI UNO, con Massimiliano Pani realizza e produce le musiche per Italia da stimare e "Natale da stimare". Per il cinema, insieme alla figlia Viola, compone le canzoni e la colonna sonora del film D.A.D. di Marco Maccaferri.
2016: Per Polivideo, compone le musiche di due corti: “Il Tuffo” di Jospeh Korbes” e “Carta Bianca” di Maurizio Donati. Per Magnolia, realizza le musiche di molti “Reality” di successo: “L’isola dei famosi”, “Fly 616”, “Undressed”, “Molto bene” ed altri.
2017: Con Massimiliano Pani, compone e realizza le musiche della nuova serie televisiva “Sacrificio d’amore”, 22 puntate da 80 minuti, in onda dall'8 dicembre in prima serata su Canale 5.

## Discografia

### I Panda

#### 45 giri
- 1977 - Voglia di morire / Tardi
- 1978 - Notturno / Dimenticare
- 1979 - Teneramente / La maga

#### LP
- 1979 - Teneramente, cuore di... Panda

### Gli Everest

#### 45 giri
- 1980 - Hey città / Park Hotel
- 1980 - Daisy / Volare piano

### Solista

#### 45 giri
- 1983 - Se fossi in California / Più bella di lei

#### LP
- 1982 - Serafini
- 1984 - Più bella di lei

#### CD
- 2009 - Si te vale así (CD Single)
- 2010 - FraSi ViVe